# Muriel Tramis
Muriel Tramis, sinh năm 1958, là một nhà thiết kế trò chơi điện tử người Pháp đến từ Martinique. Cô đã viết và chỉ đạo các trò chơi phiêu lưu Méwilo, Freedom, Geisha, Fascination, Lost in Time và Urban Runner tại Coktel Vision. Cô cũng đồng sáng tạo loạt phim Yêu tinh với Pierre Gilhodes. Tramis đã tham gia vào việc tạo ra phạm vi ADI cho học sinh và sinh viên đại học, và từ năm 2003 đã quản lý Avantilles, một chuyên gia về các ứng dụng 3D thời gian thực cho web.

## Tiểu sử

### Đầu đời
Sinh ra ở Martinique năm 1958, Muriel Tramis bắt đầu cuộc sống và đi học ở Fort-de-France, Martinique, đầu tiên tại tu viện của Nữ tu Thánh Joseph của Cluny và sau đó tại Đại học Chủng viện. Cô chuyển đến Paris để theo đuổi một khóa đào tạo kỹ thuật tổng quát và đa trị tại ISEP (Acadut supérieur d'électronique de Paris). Tramis sớm bắt đầu năm năm tại Tập đoàn hàng không vũ trụ, nơi cô chịu trách nhiệm tối ưu hóa các quy trình bảo trì cho máy bay không người lái (UAV). Sau khi rời khỏi Không gian vũ trụ, cô bắt đầu khám phá tiếp thị và truyền thông, bên cạnh các chương trình tương tác.

### Làm việc trong ngành game
Muriel Tramis làm quen với studio phát triển trò chơi mới Coktel Vision. Cô nhanh chóng quan tâm đến việc tạo ra những câu chuyện và hình ảnh với máy tính, và hợp tác với Coktel để tạo ra trò chơi phiêu lưu đầu tiên của mình. Kết quả là Méwilo,, hợp tác với Patrick Chamoiseau và Philippe Truca. Cốt truyện diễn ra tại Saint-Pierre vào ngày 7 tháng 5 năm 1902, vào khoảng thời gian núi lửa Pelée phun trào năm 1902.
Dựa trên thành công của Méwilo, Tramis đã chỉ đạo Freedom, kể về một nô lệ có một đêm trốn thoát khỏi đồn điền. Trò chơi kết hợp giữa phiêu lưu và chiến lược: thuyết phục và liên minh được kết hợp các giai đoạn chiến thuật đối đầu, với tay không hoặc dao kéo. Tramis đã sớm được Coktel Vision thúc đẩy để quản lý các dự án khác nhau. Sau đó, cô trở lại chỉ đạo các trò chơi với các tựa game như Geisha, Fascination và Lost in Time. Với Pierre Gilhodes, cô cũng đã tạo ra ba tập của loạt Yêu tinh, và Cuộc phiêu lưu kỳ quái của Woodruff và Schnibble. Sau đó, cô đạo diễn Urban Runner, hợp tác với một đoàn làm phim và giám sát chỉnh sửa kỹ thuật số và tạo ra các hiệu ứng đặc biệt.

## Sự khác biệt
Muriel Tramis được bổ nhiệm làm Hiệp sĩ danh dự vào ngày 14 tháng 7 năm 2018. Sự khác biệt đã được trao cho cô tại lễ khai mạc Tuần lễ Paris Games bởi Mounir Mahjoubi, sau đó là Ngoại trưởng Pháp tại Digital, vào ngày 25 tháng 10 năm 2018. Cô là người phụ nữ đầu tiên và là nhà thiết kế trò chơi người Pháp thứ hai (người đầu tiên là David Cage) nhận được sự khác biệt này..

## Trò chơi
- Méwilo (1987)
- Tự do (1988)
- Emmanuelle (1989)
- Geisha (1990)
- Hấp dẫn (1991)
- Mất thời gian (1993)
- Á hậu đô thị (1996)

Đồng sáng tạo với Pierre Gilhodes:
- Yêu tinh (1991)
- Yêu tinh 2 (1992)
- Nhiệm vụ yêu tinh (1993)
- Những cuộc phiêu lưu kỳ quái của Woodruff và Schnibble (1994)